# Ettore Scola
Ettore Scola (Trevico, 10 mei 1931 – Rome, 19 januari 2016) was een Italiaans scenarioschrijver en filmregisseur.

## Loopbaan
Scola begon in 1953 in de filmindustrie als scenarioschrijver, en regisseerde zijn eerste film Se permettete parliamo di donne in 1964. De jaren '70 waren Scola's hoogtijdagen. In 1974 kreeg hij internationaal succes met C'eravamo tanto amati, een beeld van het Italiaanse leven en politiek na de Tweede Wereldoorlog, opgedragen aan regisseur Vittorio De Sica. In 1976 won Scola een regieprijs op het Cannes Film Festival voor Brutti, sporchi e cattivi. Daarna heeft Ettore Scola nog veel succesvolle films gemaakt, waaronder Una giornata particolare (1977).
Ettore Scola heeft in 40 jaar zo'n 40 films geregisseerd en was nog werkzaam tot hoge leeftijd. In 2013 maakte hij zijn laatste film, een ode aan Federico Fellini.

## Filmografie

### Regie
- 1964 · Se permettete parliamo di donne
- 1964 · La congiuntura
- 1965 · Thrilling
- 1966 · L'arcidiavolo
- 1968 · Riusciranno i nostri eroi a ritrovare l'amico misteriosamente scomparso in Africa?
- 1969 · Il commissario Pepe
- 1970 · Dramma della gelosia – Tutti i particolari in cronaca
- 1971 · Permette? Rocco Papaleo
- 1972 · La più bella serata della mia vita
- 1973 · Trevico-Torino – Viaggio nel Fiat-Nam
- 1973 · Festival Unità (documentaire)
- 1974 · C'eravamo tanto amati
- 1976 · Signore e signori, buonanotte
- 1976 · Brutti, sporchi e cattivi
- 1977 · Una giornata particolare
- 1977 · I nuovi mostri
- 1980 · La terrazza
- 1981 · Passione d'amore
- 1982 · Vorrei che volo
- 1982 · La Nuit de Varennes
- 1983 · Le Bal
- 1985 · Maccheroni
- 1987 · Imago urbis
- 1987 · La famiglia
- 1989 · Splendor
- 1989 · Che ora è?
- 1990 · Il viaggio di Capitan Fracassa
- 1993 · Mario, Maria e Mario
- 1995 · Romanzo di un giovane povero
- 1998 · La cena
- 2001 · Concorrenza sleale
- 2001 · Un altro mondo è possibile (documentaire)
- 2002 · Lettere dalla Palestina (documentaire)
- 2003 · Gente di Roma
- 2013 · Che strano chiamarsi Federico

### Scenario
- 1952 · Canzoni di mezzo secolo
- 1953 · Fermi tutti arrivo io!
- 1953 · Due notti con Cleopatra
- 1953 · Canzoni, canzoni, canzoni
- 1954 · Ridere! Ridere! Ridere!
- 1954 · Gran varietà
- 1954 · Un americano a Roma
- 1954 · Amori di mezzo secolo
- 1954 · Accadde al commissariato
- 1954 · Una parigina a Roma
- 1955 · Rosso e nero
- 1955 · Buonanotte... avvocato!
- 1955 · Accadde al penitenziario
- 1955 · I pappagalli
- 1955 · Lo scapolo
- 1956 · Mi permette, babbo!
- 1956 · Guardia, guardia scelta, brigadiere e maresciallo
- 1956 · I giorni più belli
- 1957 · Nata di marzo
- 1957 · Il conte Max
- 1958 · Non sono più Guaglione
- 1958 · Il marito
- 1958 · Totò nella luna
- 1958 · Primo amore
- 1959 · Non perdiamo la testa
- 1959 · Il nemico di mia moglie
- 1959 · Nel blu dipinto di blu
- 1959 · Guardatele ma non toccatele
- 1960 · Le pillole di Ercole
- 1960 · Adua e le compagne
- 1960 · Il mattatore
- 1961 · Fantasmi a Roma
- 1961 · Il carabiniere a cavallo
- 1962 · Il sorpasso
- 1962 · La marcia su Roma
- 1962 · L'amore difficile
- 1962 · Gli anni ruggenti
- 1962 · Due contro tutti
- 1963 · Il successo
- 1963 · La parmigiana
- 1963 · I cuori infranti
- 1963 · I mostri
- 1963 · Follie d'estate
- 1963 · La visita
- 1964 · Il magnifico cornuto
- 1964 · Alta infedeltà
- 1964 · Se permettete parliamo di donne
- 1965 · Thrilling
- 1965 · Il gaucho
- 1965 · La congiuntura
- 1965 · I complessi
- 1965 · Io la conoscevo bene
- 1966 · L'arcidiavolo
- 1967 · Made in Italy
- 1968 · Riusciranno i nostri eroi a ritrovare l'amico misteriosamente scomparso in Africa?
- 1968 · Le dolci signore
- 1968 · Il profeta
- 1969 · Il commissario Pepe
- 1970 · Dramma della gelosia - Tutti i particolari in cronaca
- 1971 · Permette? Rocco Papaleo
- 1971 · Noi donne siamo fatte così
- 1972 · La più bella serata della mia vita
- 1973 · Trevico-Torino (viaggio nel Fiat-Nam)
- 1974 · C'eravamo tanto amati
- 1976 · Signore e signori, buonanotte
- 1976 · Brutti sporchi e cattivi
- 1977 · Una giornata particolare
- 1977 · I nuovi mostri
- 1980 · La terrazza
- 1981 · Passione d'amore
- 1982 · La Nuit de Varennes
- 1983 · Le Bal
- 1985 · Maccheroni
- 1987 · La famiglia
- 1989 · Splendor
- 1989 · Che ora è?
- 1990 · Il viaggio di Capitan Fracassa
- 1993 · Mario, Maria e Mario
- 1995 · Romanzo di un giovane povero
- 1998 · La cena
- 2001 · Concorrenza sleale
- 2003 · Gente di Roma

## Prijzen en nominaties

### Prijzen

#### Premi David di Donatello
- beste regisseur
  - 1978: Una giornata particolare
  - 1984: Le Bal
  - 1987: La famiglia
- beste film
  - 1984: Le Bal
  - 1987: La famiglia
- beste scenario 
  - 1983: La Nuit de Varennes
  - 1987: La famiglia

#### Nastro d'Argento
- beste scenario
  - 1966: Io la conoscevo bene
  - 1975: C'eravamo tanto amati
  - 1978: Una giornata particolare
  - 1980: La terrazza
  - 1981: Passione d'amore
  - 1987: La famiglia
- regisseur van de beste film
  - 1987: La famiglia

#### Césars
- César voor beste regisseur
  - 1984: Le Bal
- César voor beste buitenlandse film
  - 1977: C'eravamo tanto amati
  - 1978: Una giornata particolare

#### Golden Globevoor beste buitenlandse film
- 1978: Una giornata particolare

#### Filmfestival van Cannes
- prijs voor beste regie
  - 1976: Brutti sporchi e cattivi
- prijs voor beste scenario
  - 1980: La terrazza

#### Filmfestival van Venetië
- carrièreprijs Premio Jaeger-LeCoultre Glory to the Filmmaker

#### Internationaal filmfestival van Berlijn
- 1984: Le Bal
  - Zilveren Beer voor beste regisseur

#### Internationaal filmfestival van Moskou
- grote prijs
  - 1975: C'eravamo tanto amati
- beste regisseur
  - 2001: Concorrenza sleale

#### Centro di Ricerca per la Narrativa e il Cinema di Agrigento: Efebo d'oro
- 1981: Passione d'amore
- 1991: Il viaggio di Capitan Fracassa

### Nominaties

#### Premi David di Donatello
- beste regisseur
  - 1981: Passione d'amore
  - 1983: La Nuit de Varennes
  - 2014: Che strano chiamarsi Federico
- beste film
  - 1981: Passione d'amore
  - 1983: La Nuit de Varennes
- beste scenario
  - 1981: Passione d'amore

#### Nastro d'Argento
- regisseur van de beste film
  - 1975: C'eravamo tanto amati
  - 1981: Passione d'amore
  - 1983: La Nuit de Varennes
  - 1990: Che ora è?
- beste scenario
  - 1999: La cena

#### Oscar voor beste niet-Engelstalige film
- 1978: Una giornata particolare
- 1979: I nuovi mostri
- 1984: Le Bal
- 1988: La famiglia

#### Internationaal filmfestival van Berlijn:Gouden Beer
- 1991: Il viaggio di Capitan Fracassa